# Seaweed
Seaweed es una banda estadounidense de grunge y punk rock formada en 1989 en Tacoma, Washington. En sus comienzos firmaron por el notable sello local Sub Pop pero lanzaron álbumes con Hollywood Records and Merge Records. Contemporáneos a Seaweed fueron bandas como Mudhoney, Samiam, Jawbreaker y sus compañeros de gira Superchunk y Quicksand. La banda emprendió una extensa gira por los Estados Unidos junto a Green Day, Candlebox y Bad Religion, así como en el extranjero, incluyendo conciertos en Brasil con Garage Fuzz. Son conocidos por su versión de Fleetwood Mac "Go Your Own Way", que apareció en la película Clerks. En 2006, su sencillo "Losing Skin" fue incluido en el videojuego NHL 2K7.
La banda se separó en el año 2000, pero el 15 de mayo de 2007 anunciaron en su MySpace su regreso.

## Miembros
- Aaron Stauffer - cantante
- Clint Werner - guitarra
- Wade Neal - guitarra
- John Atkins - bajo
- Jesse Fox - batería (2007-presente)

### Antiguos miembros
- Bob Bulgrien - batería (1989-1999)
- Alan Cage - batería (1999)

## Discografía

### Álbumes de estudio
- Despised (1991, Sub Pop)
- Weak (1992, Sub Pop)
- Four (1993, Sub Pop)
- Spanaway (1995, Hollywood Records)
- Actions and Indications (1998, Merge Records)

### EP
- Seaweed (1990, Leopard Gecko/Tupelo)

### Sencillos
- Seaweed 7" (1989, Leopard Gecko)

- Just A Smirk (1990, Leopard Gecko)

- Deertrap 7" (1991, K Records)

- Bill 7" (1992, Subpop)

- Bill 12"/CD (1992, Subpop)

- Measure 7" (1992, Subpop)

- Measure 12"/CD (1992, Subpop)

- Free drug zone CD (1995)

- Go Your Own Way CD (1993, Subpop)

- Go Your Own Way 7"/CD (1993, Subpop)

- Kid Candy PROMO CD (1993, Subpop)

### Apariciones en recopilatorios
- The Estrus Lunch Bucket (Estrus, 1990)

- Three's A Company (Simple Machines/Merge Records/Leopard Gecko, 1990)

- The Estrus Half-Rack (Estrus, 1991)

- International Pop Underground Convention (K Records, 1991)

- Fortune Cookie Prize (Simple Machines, 1992)

- Revolution Come 'n' Gone (Subpop, 1992)

- International Hip Swing (K Records, 1993)

- Alternative Route '94 (?)

- Jabberjaw No. 4 (Mammoth Records, 1994)

- Jabberjaw No. 5 Good To The Last Drop (Mammoth Records, 1994)

- Music From The Motion Picture Clerks (Sony, 1994)

- West X North-South (Vagrant Records, 1995)

- Oh, Merge (Merge Records, 1999)

- Live At Emo's (Rise Records, year ?)

- Patchwork Compilation (Mere Exposure Records, 2002)

- Nowcore! The Punk Rock Evolution (K-tel, 1999)